# Richard Lange (Marineoffizier)
Richard Lange (* 27. Februar 1868; † 18. Februar 1939 in Berlin-Charlottenburg) war ein deutscher Marineoffizier, zuletzt Konteradmiral im Ersten Weltkrieg. Eingesetzt war er als Schiffskommandant und Marineattaché in Tokio.

## Leben und Berufsentwicklung
Richard Lange trat nach seiner allgemeinen Schulausbildung 1886 in die Kaiserliche Marine ein. Hier durchlief er die übliche Ausbildung zum Seeoffizier auf dem Schulschiff Niobe und der Marineschule mit zwischengelagerten Bordeinsätzen bis 1890. Danach wurde er als Kompanieführer in der II. Matrosen-Division und als Wachoffizier auf mehreren Torpedobooten eingesetzt. Es folgten weitere Einsätze im Bereich der II. Torpedoabteilung und als Deckoffizier, bis er 1895 zur Dienstleistung bei der Inspektion des Torpedowesens tätig wurde. Sein erster Auslandseinsatz führte ihn ab dem 14. Mai 1899 als Navigationsoffizier an Bord der Irene nach Kiautschou. Das Schiff wurde hier zur Unterstützung des ostasiatischen Geschwaders unter dem Kommando des Konteradmirals Otto von Diederichs (1843–1918) hinbeordert. Die Heimreise aus Nagasaki trat Lange im November 1899 an und kehrte im Januar 1900 wieder nach Deutschland zurück. Für ein Jahr stand er anschließend dem Stab der Marinestation der Nordsee als Adjutant zur Verfügung und wurde zwischenzeitlich als Kommandant des Torpedo-Divisionsbootes D 2 eingesetzt. Ab 1901 folgenden weitere Kommandierungen als Kompanieführer, als erster Offizier auf das Linienschiff Kaiser Friedrich III. und als Kommandeur der II. Torpedo-Reservedivision.

## Marineattaché in Tokio
Zu seinem zweiten größeren Auslandseinsatz reiste Richard Lange am 4. November 1905 nach Japan. Nach einer fünfmonatigen Einarbeitung und Übergabe der Amtsgeschäfte löste er auf der deutschen Gesandtschaft in Tokio am 31. März 1906 den dort stationierten Marineattaché Korvettenkapitän Konrad Trummler (1864–1936) ab. Geschäftsträger der deutschen Gesandtschaft war zu diesem Zeitpunkt Emmerich von Arco-Valley (1852–1909). Militärattachè war seit 1902 Günther von Etzel (1862–1948), der sich zum Zeitpunkt des Eintreffens Langes in Tokio noch als Beobachter auf den Schlachtfeldern des Russisch-Japanischen Krieges befand. Das Aufgabengebiet des Marineattachés lag zwar eindeutig bei seinen Erkundungen und Berichterstattungen im Sektor maritimer Entwicklungen, aber in zeitweiliger Abwesenheit des Militärattachés war es immer wieder notwendig, dass auch Ereignisse aus diesem Militärbereich mit Berücksichtigung finden mussten. Die Themen des Marineattachés konzentrierten sich ansonsten auf die organisatorischen und personalpolitischen Fragen der japanischen Marine, auf deren Stärke, Logistik, die Bewaffnung und Dislozierung einzelner Bereiche. Allem voran standen strategische Themen, die im Zusammenhang von Manövern und Einsatzübungen sichtbar wurden, Etatfragen, Rüstungsentwicklungen und Zusammenhänge der Innen- und Außenpolitik Japans, die Auswirkungen auf marine-politische Entscheidungen hatten. Der schnelle technische Fortschritt auf dem Gebiet der Marinetechnik und -bewaffnung, die Einführung der drahtlosen Telegrafie, die Entwicklung der Torpedos und anderer U-Boot-Waffen waren weitere Themen von Interesse für die kaiserliche Marine in Deutschland. Mit seinem bisherigen Werdegang verfügte Lange über gute Voraussetzungen für seine Aufgaben als Marineattaché. Recht neu für ihn war das notwendige Zusammenwirken mit anderen, in Tokio tätigen Attachés, das politische Parkett, auf dem er sich zu bewegen lernen musste und die äußerste Zurückhaltung der Japaner. Das Misstrauen den Attachés gegenüber war in keinem anderen Land so zur Norm geworden wie in Japan. So schrieb er dazu in einem Bericht nach Berlin, dass die Japaner und insbesondere die japanischen Offiziere außerordentlich „vorsichtig in ihren Antworten“ sind, selbst wenn man nur „nach einer harmlosen Sache fragt. Es ist als ob sie fürchten, durch ihre Antwort einen Landesverrat zu begehen.“
Während der Amtszeit von Richard Lange spitzten sich die machtpolitischen Rivalitäten zwischen den USA und Japan zu. Vor allem nach dem Russisch-Japanischen Krieg schienen militärische Auseinandersetzungen zwischen beiden Ländern fast unvermeidbar. Politische Spannungen, gegenseitige Provokationen und das Ringen um neue Machtpositionen im pazifischen Raum bestimmten das Bild. Höhepunkt war dabei 1907 die Entsendung der US-amerikanischen Flotte in den Pazifik. Damit stand die Frage im Raum, ob es zum Krieg kommen wird oder die USA beabsichtigten, nur das Signal zu setzen, nicht auf die Seeherrschaft gegenüber Japan verzichten zu wollen. Für den Fall des Krieges bestand die Frage, ob die japanische Flotte in der Lage wäre, die „Pacific Fleet“ zu schlagen, und welche bündnispolitischen Entscheidungen daraus für Deutschland resultierten. Das spiegelte sich sehr deutlich im Informationsbedarf und den Berichterstattungen von Lange an seine Vorgesetzten in Berlin wider. Dazu fertigte er im November 1907 eine Analyse „betr. Verhalten der japanischen Flotte im Kriegsfall“ an und folgerte darin, dass eine Kriegsgefahr nicht bestünde, solange die Amerikaner nicht das Ehrgefühl der Japaner verletzten. Und auch zu späteren Zeitpunkten konnte durch mehrere Attachés bestätigt werden, dass in diesen Jahren eine Invasion der USA niemals militärisches Hauptziel der Japaner gewesen war. Am 26. Dezember 1909 traf Langes Nachfolger, Korvettenkapitän Paul Fischer (1872–1939), in Tokio zur Übergabe ein. Richard Lange trat am 31. März 1910 die Heimreise nach Deutschland an. Auf der Rückreise berichtete Lange nochmals zu den japanisch-amerikanischen Spannungen, nachdem durch Pressemeldungen die Situation erneut angeheizt war, und bekräftigte seine früheren Erkenntnisse.

## Erster Weltkrieg
Wieder in Deutschland eingetroffen stellte sich Richard Lange dem Chef der Marinestation der Nordsee zur Verfügung und wurde nach kurzer Zwischenphase ab Mitte Oktober 1910 als Kommandant des Linienschiffs Kaiser Wilhelm II. eingesetzt. Diese Aufgabe übte er zwei Jahre aus und wechselte 1912 ebenfalls als Kommandant auf das Linienschiff Wittelsbach. Die Folgejahre, einschließlich der Zeit nach Ausbruch des Ersten Weltkrieges, führte er das Linienschiff Posen, das an allen maßgeblichen Einsätzen der kaiserlichen Hochseeflotte teilnahm. Im Jahr 1915 unterstützte es den Vorstoß in die Rigaer Bucht und war an der Skagerrakschlacht beteiligt, wo es zu einem ungewollten Zusammenstoß mit dem Kreuzer Elbing kam, bei dem die Posen unversehrt blieb. Als sie im Juni 1917 zur Überholung in die Werft musste, verließ Lange das Schiff. Er wurde mit Wirkung vom Mai 1917 zum Konteradmiral befördert und zum Inspekteur der Marinedepot-Inspektion eingesetzt. Er übte diese Tätigkeit bis Anfang 1919 aus, quittierte am 23. Januar seinen Dienst und wurde durch den Staatssekretär im Reichsmarineamt zum 31. Januar verabschiedet.
Richard Lange verstarb am 18. Februar 1939 in Berlin-Charlottenburg.